# Nakajima Koji
Koji Nakajima (sinh ngày 20 tháng 8 năm 1977) là một cầu thủ bóng đá người Nhật Bản.

## Sự nghiệp câu lạc bộ
Koji Nakajima đã từng chơi cho Vegalta Sendai, JEF United Chiba và Sanfrecce Hiroshima.